# Амір Хаміді
Амір Хаміді (індонез. Amir Hamidy, нар. 14 жовтня 1978) — індонезійський герпетолог, науковий співробітник лабораторії герпетології Богорського зоологічного музею Індонезійського інституту наук. Автор описання нових зоологічних таксонів.

## Біографія
Амір Хаміді народився в Паситані (Східна Ява) 14 жовтня 1978 року. Закінчив початкову та середню школу у своєму рідному місті. Потім він продовжив свою освіту в старшій середній школі у Джок'якарті. У 2004 році здобув ступінь бакалавра на факультеті біології Університету Гаджа Мада. У 2005 році Амір почав працювати у Дослідницькому центрі біології, зоології, біосистематики хребетних Індонезійського інституту науки. У 2010 році Амір продовжив навчання в Японії та здобув ступінь магістра у Вищій школі вивчення навколишнього середовища людини Кіотського університету. Він здобув ступінь доктора в тому ж університеті в 2013 році.
Амір — один із небагатьох індонезійських вчених, які є членами Конвенції про міжнародну торгівлю видами дикої фауни та флори, які перебувають під загрозою зникнення. Він також є головою Індонезійської герпетологічної асоціації.

## Описані види
- Leptobrachium waysepuntiense. Hamidy A, Matsui M. 2010.[5]
- Rhacophorus indonesiensis. Hamidy A, Kurniati. 2015.[6]
- Leptobrachium kantonishikawai. Hamidy A, Matsui M. 2014.[7]
- Leptobrachium kanowitense. Hamidy A, Matsui M, Nishikawa K, Belabut DM. 2012.[8]
- Leptophryne javanica. Hamidy A, Munir M, Mumpuni, Rahmania M, and Kholik AA. 2018.[9]
- Micryletta sumatrana. Munir, Hamidy, Matsui, Dikari Kusrini & Nishikawa, 2020
- Occidozyga berbeza. Matsui, Nishikawa, Eto, Hamidy, Hossman & Fukuyama, 2021
- Cyrtodactylus papeda. Riyanto, Faz, Amarasinghe, Munir, Fitriana, Hamidy, Kusrini & Oliver 2022.
- Oreophryne riyantoi. Putri, Trilaksono, Kurniati, Hitch, Engilis, Widayati, Farajallah & Hamidy, 2023/